# Глауберг

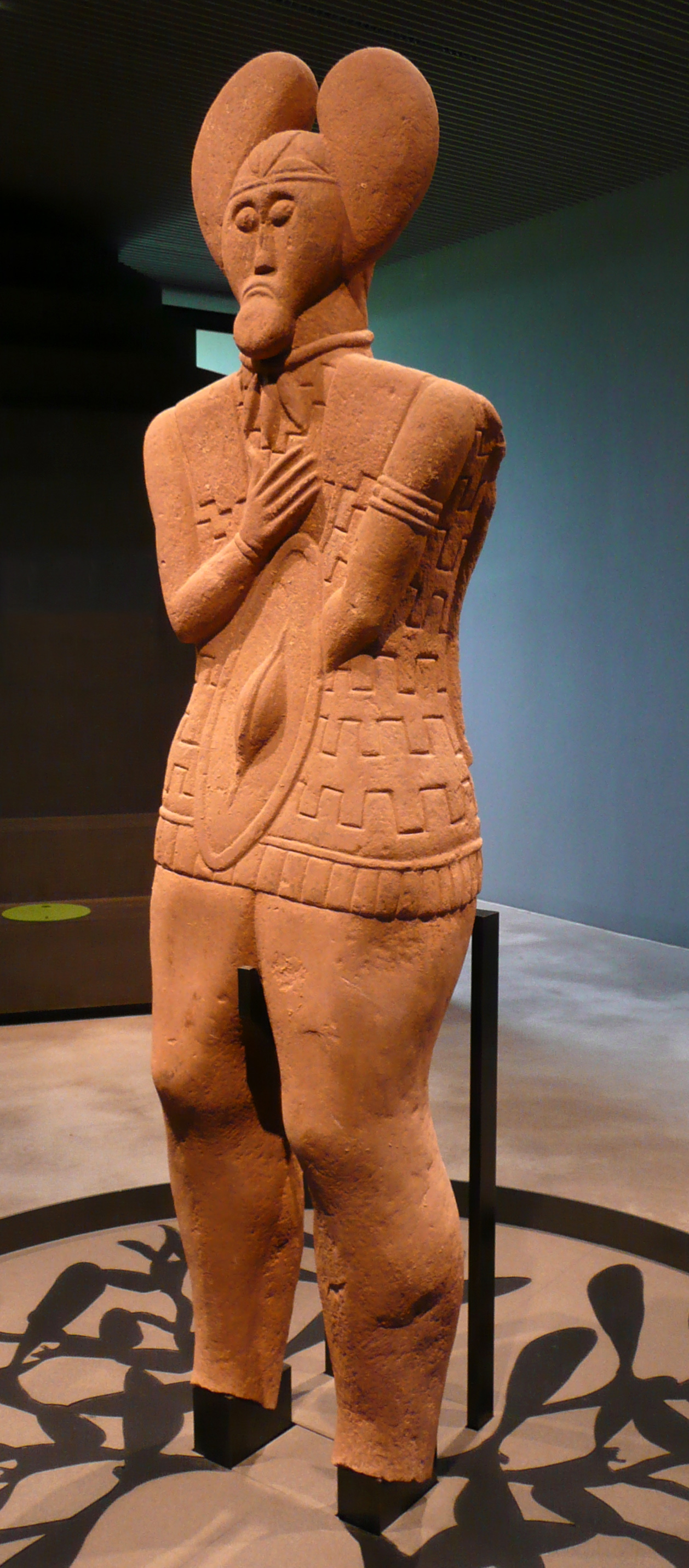
Кельтский князь из Глауберга (около 500 г. до н. э.)

Глауберг, нем. Glauberg — кельтский оппидум в Гессене, Германия. Состоит из укреплённого поселения и нескольких погребальных курганов поздней гальштатской и ранней латенской культур. Археологи нередко называют Глауберг «резиденцией кельтского князя». Фактически, престижные изделия, являющиеся показателем обитания в этих местах элиты, в Глауберге обнаружены не были, и подобная оценка основывается на содержимом захоронений, расположенных в святилище у подножия южного склона холма.
Археологические открытия в Глауберге были сделаны в 1990-е гг. По содержанию данных открытий Глауберг относится к важнейшим кельтским культурным центрам Европы. Он дал исследователям беспрецедентно большое количество сведений о кельтских погребениях, скульптуре и монументальной архитектуре.
Часть находок в настоящее время хранится в Гессенском государственном музее в г. Дармштадт. В связи с важностью глаубергских находок в Глауберге был открыт собственный археологический музей.